# Burgruine Altroßwag
Die Burgruine Altroßwag ist eine ehemalige Höhenburg der Herren von Roßwag an der Enzschlinge nordwestlich der Gemeinde Roßwag, die heute zur Stadt Vaihingen an der Enz in Baden-Württemberg gehört.

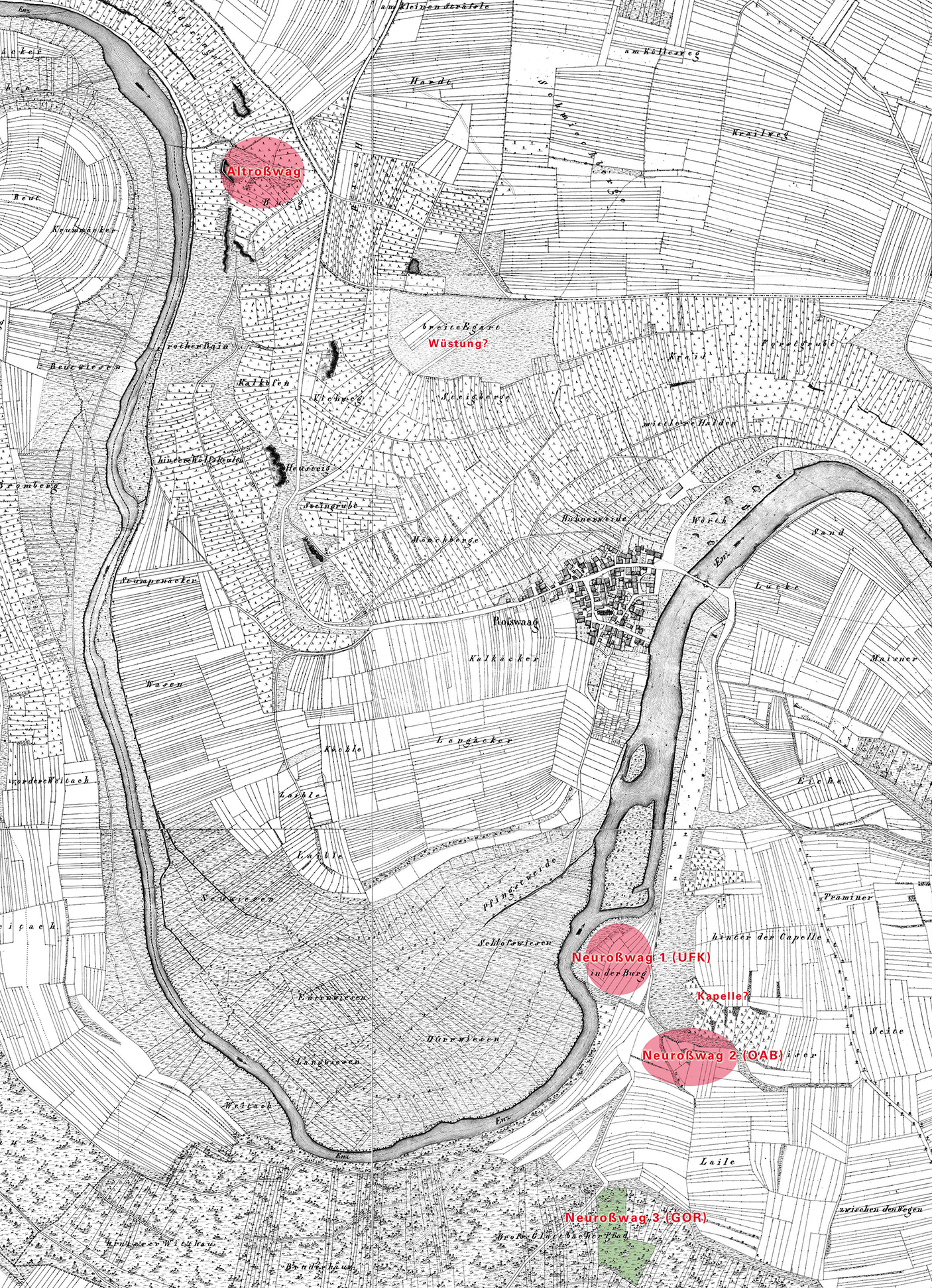
Standorte der Burgen Alt- und Neuroßwag auf der württembergischen Urflurkarte (1833)

## Geschichte
Die Ruine Altroßwag liegt in der Nordwestecke der Roßwager Gemarkung nahe der Grenze zum Enzkreis. Die Burg wurde im Zeitraum 1126 – 1129 erbaut. Die Bauherren waren eine Familie des niederen Adelsgeschlecht mit Namen Gnaute, die später Herren von Roßwag genannt wurden. Um 1300 soll sich das Adelsgeschlecht in eine Altroßwager und eine Neuroßwager Linie aufgeteilt haben. Nachdem der Familienzweig der Altroßwager in der zweiten Jahrhunderthälfte im Mannesstamm ausgestorben war, kam die Burg in den Besitz der Herren Wolf und Jacob von Stein, die sie 1394 an das Kloster Maulbronn verkauften.
Mangels Verwendung durch die neuen Besitzer soll die Burg früh zur Ruine verfallen sein. Heute sind von der Burg lediglich noch Mauer- und Grabungsreste erhalten, welche aufgrund des steilen Hangs nordöstlich über der ersten Enzschlinge zwischen Mühlhausen und Roßwag nicht öffentlich zugänglich sind.
Der Zoll auf der Enz „bei der alten Mühlstatt unter der Burg“ Altroßwag gelangte vermutlich über die Erbtochter Elisabeth an die Herren von Remchingen und von diesen an die Herren von Sachsenheim, die ihn am 23. Dezember 1479 für 200 Gulden an Graf Eberhard im Bart von Württemberg verkauften.

## Ursprung von Roßwag
Der Name Roßwag entstand 1066, als Heinrich Gnaute (der zweite Sohne des Burgherren) in Konflikt mit dem Gesetz gekommen ist. Dabei wurde er in der Burg eingekesselt und sah auf der Flucht nur die Möglichkeit, sich mit seinem Pferd den steilen Hang in Richtung Enz zu stürzen – „Roß wags“ soll er gesagt haben. Heinrich überlebte, wurde aber festgenommen und in die damals u. a. als Gefängnis genutzte Burg Löffelstelz gebracht und dort von der Mauer geworfen.

## Burg Neuroßwag
Nach einer Erbteilung vor 1301 wurde die Burg Neuroßwag erbaut, die vermutlich nicht auf Roßwager Gemarkung lag und in der ein Zweig der Herren von Roßwag residierte. Nachdem kein männlicher Erbe dieses Zweigs mehr existierte, kam sie vor 1372 in württembergische Hände. Graf Eberhard III. von Württemberg veräußerte sie 1394 an das Kloster Maulbronn unter der Bedingung, dass sie daraufhin abgerissen werde.
Der Abbruch erfolgte so gründlich, dass von der Burg Neuroßwag heute nichts mehr übrig und die genaue Lage nicht bekannt ist.